# Theodor Timmermann (Politiker)
Theodor Timmermann (* 11. August 1627 in Hochemmerich; † 13. Januar 1700 in Magdeburg) war Apotheker, Bürgermeister von Mannheim und Bürgermeister der Pfälzer Kolonie von Magdeburg.

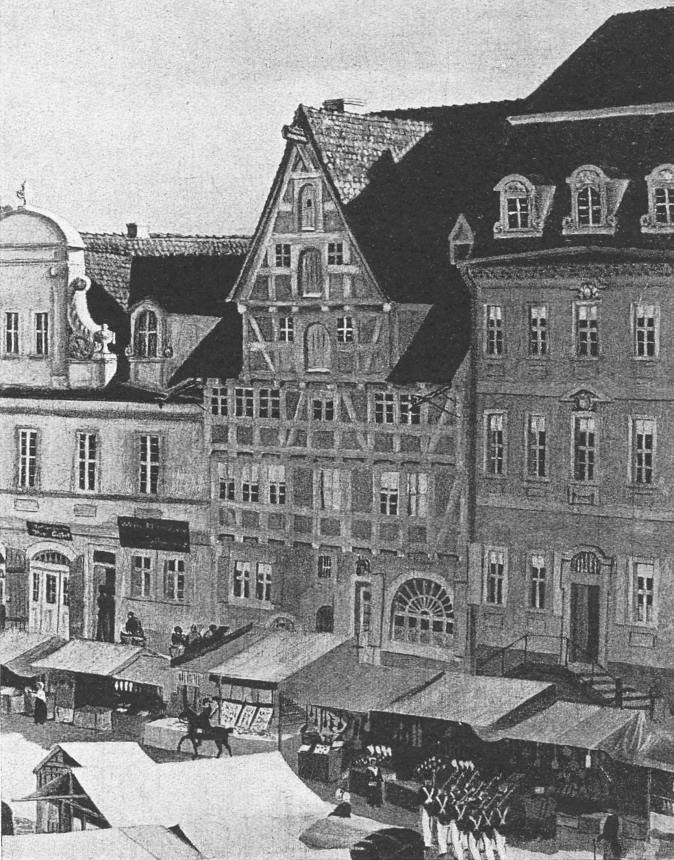
Pfälzer Apotheke

## Leben
Theodor Timmermann entstammte einer Pastorenfamilie. Sein Vater wurde in Bremen geboren und war Prediger in Hochemmerich, heute ein Stadtteil von Duisburg, wo Theodor Timmermann geboren wurde. Über seine Jugend und die Ausbildung zum Apotheker ist nichts bekannt. Timmermann war in erster Ehe mit der Hugenottin Coqui (* um 1630, † um 1663), in zweiter Ehe mit Elisabeth De Racher (* um 1640) verheiratet, die ebenfalls Hugenottin war. Aus der zweiten Ehe Timmermanns sind mindestens vier Kinder bekannt. Seine Lebensschwerpunkte fand Timmermann zunächst in Mannheim und nach dessen Zerstörung in der Pfälzer Kolonie in Magdeburg.

## Öffentliche Tätigkeit
Öffentlich trat Timmermann bereits im Jahre 1662 als Apotheker und Ratsmitglied in Mannheim auf. Später wurde er Bürgermeister dieser zu diesem Zeitpunkt noch sehr jungen Stadt. Glaubensflüchtlinge aus Nordfrankreich und Flandern waren schon früh in dem seit 1561 reformierten Mannheim sesshaft geworden.
In seine Zeit als Bürgermeister von Mannheim fiel, im Rahmen des Pfälzischen Erbfolgekrieges, die französische Belagerung und Eroberung der Stadt im Frühjahr 1689. Als die französischen Besatzer begannen, die Stadt systematisch zu zerstören, zog die Bevölkerung, unter Leitung des französisch reformierten Predigers Salomon Péricard, über Hanau und Frankfurt am Main nach Magdeburg ab. Bürgermeister Timmermann blieb mit einem Teil des Stadtmagistrats zunächst noch im nahen Heidelberg. Von hier aus versuchte er über Bittschriften und Eingaben an den Kaiser und deutsche Fürsten Hilfen für den Wiederaufbau seiner Stadt Mannheim zu erreichen. Als Krieg und Zerstörung aber 1693 auch Heidelberg erreichten, zog Timmermann nach Magdeburg zu den Mannheimer Bürgern. 
Schon 1689 hat Kurfürst Friedrich III. von Brandenburg für die aus Mannheim kommenden Neubürger die Pfälzer Kolonie in Magdeburg gegründet, die er mit zahlreichen Privilegien ausstattete (u. a. mit eigener Verwaltung, Bürgergarde und Gerichtsbarkeit). Die Kolonie stand unter seinem persönlichen Schutz. Timmermann wurde bald nach seiner Ankunft in Magdeburg im Jahr 1694 von Kurfürst Friedrich III. zum „Consul honorarius“ ernannt und erhielt die Erlaubnis, wie bereits in Mannheim, eine Apotheke zu gründen. Der Kurfürst war ihm auch bei der Beschaffung des Grundstückes am Alten Markt 13, Zur Königsburg behilflich. Dort fand Timmermanns „Fischapotheke“ ihren Platz. Sie fiel später, nach dem früh verstorbenen Sohn Theodor (* 23. November 1664, † um 1705), an Timmermanns Schwiegersohn Georg Sandrart, weiter an dessen Schwiegersohn Erhardt Christian Dohlhoff (* um 1694 in Harzgerode, † 26. Oktober 1765 in Magdeburg) und schließlich an Georg Philipp Dohlhoff, der sie noch bis 1794 am gleichen Platz betrieb. 
Im Jahr 1695 wurde Theodor Timmermann Bürgermeister der Pfälzer Kolonie von Magdeburg und blieb es bis zu seinem Tode im Jahr 1700. Diese Zeit markiert auch den Beginn des mühsamen Zusammenwachsens von drei miteinander verflochtenen, aber doch unabhängigen Gemeinwesen: der reformierten Pfälzer Kolonie, der hugenottischen Französischen Kolonie und der lutherischen Magdeburger Altstadt. Erst mit der Auflösung der beiden Kolonien durch Jérôme Bonaparte im Jahre 1808 stellte die Stadt Magdeburg wieder eine Einheit dar. Bis dahin folgten jedoch Theodor Timmermann im Amt des Bürgermeisters der Pfälzer Kolonie, außer seinem Schwiegersohn Georg Sandrart, noch dessen Bruder Peter Sandrart sowie 2 Enkel und 2 Urenkel Timmermanns; für letztere stehen die Namen Johann Georg Sandrart (* um 1690, † 1763 in Magdeburg), Johann Philipp Riquet (* um 1734), Georg Philipp Dohlhoff und Georg Philipp Sandrart (* um 1738, † nach 1788). Auch die mit Timmermanns verwandte Familie Schwartz stellte im Laufe der Geschichte 4 Bürgermeister der Kolonie.